# Castro de Abiada
El castro de Abiada es un asentamiento o castro atribuido a la Edad del Hierro y situado a 1 km de Abiada y a 1500 metros de La Lomba, pertenecientes ambas localidades al municipio de la Hermandad de Campoo de Suso, en Cantabria.
Ocupa aproximadamente 2 ha en lo alto de unos riscos calizos y está encajado entre el río Guares y el barranco de La Señoruca, que baja de la sierra del Cordel. Su cota máxima es de 1156 m s. n. m., con un desnivel de 126 metros sobre el cauce del río (1030 m s. n. m.). Su posición es ventajosa para la defensa, con fuertes defensas naturales y ofrece una vista completa de todo el valle de Campoo. El citado risco forma junto al monte Cabezo y La Lomba, la última estructura orográfica que separa la cuenca del Híjar de la del Guares.
Conocido en la comarca inmemorialmente como Los Castros, no se tuvo evidencia de su condición de castro defensivo o campamento romano hasta 1989, cuando el investigador Miguel Ángel Fraile López encontró restos de terrazas labradas en la piedra, piezas "cerámicas lisas a mano" y monedas romanas (antoninianos). 
También refieren haberse encontrado puntas de flecha romanas por buscadores clandestinos.
Su estado de conservación no ha sido alterado especialmente por el hombre después de su despoblamiento, al ser un lugar yermo. A falta de investigaciones futuras, no se puede precisar la cronología del asentamiento ni el posible tránsito de castro cántabro a campamento militar romano.